# 斐梭浦砧草
斐梭浦砧草（学名：Galium boreale var. hyssopifolium）为茜草科拉拉藤属下的一个变种。

## 扩展阅读
- 維基物種上的相關：斐梭浦砧草